# Vetenskapsåret 1890

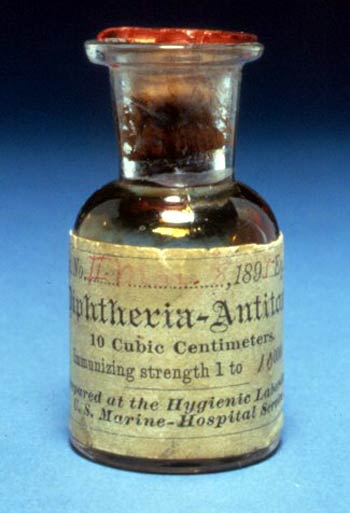
En flaska från 1895 med serum mot difteri, framställd genom att smitta djur med difteri och sedan ta vara på deras antikroppar.

## Händelser

### Medicin
- Okänt datum - Emil von Behring och Kitasato Shibasaburō upptäcker att antitoxin för att immunisera människor mot difteri kan utvecklas genom att först testa med att injicera difteritoxin i djur.[1]
- Okänt datum - Emil von Behring och Shibasaburo Kitasato upptäcker ett serum mot difteri.

## Pristagare
- Copleymedaljen: Simon Newcomb, kanadensisk-amerikansk astronom.
- Darwinmedaljen: Alfred Russel Wallace, brittisk naturforskare, geograf, biolog, antropolog och forskningsresande.
- Davymedaljen: Emil Fischer, tysk kemist, Nobelpristagare 1902.
- De Morgan-medaljen: Lord Rayleigh, brittisk fysiker.
- Rumfordmedaljen: Heinrich Hertz, tysk fysiker.
- Wollastonmedaljen: William Crawford Williamson, brittisk naturforskare. [2]

## Födda
- 20 december - Jaroslav Heyrovský (död 1967), tjeckisk kemist.
- 21 december - Hermann Joseph Muller (död 1967), amerikansk genetiker, Nobelpristagare 1946.

## Avlidna
- 3 februari - Christoph Hendrik Diederik Buys-Ballot (född 1817), nederländsk meteorolog och fysiker.
- 19 oktober - Émile Léonard Mathieu (född 1835), fransk matematiker.
- 26 december - Heinrich Schliemann (född 1822), tysk advokat, skattjägare och arkeolog.

### Fotnoter
1. ↑  Waldman, Thomas A. (28 mars 2003). ”Immunotherapy: past, present and future” (PDF). Nature Medicine "9" (3):  ss. 269–277. doi:10.1038/nm0303-269. PMID 12612576. http://www.nature.com/cgi-taf/DynaPage.taf?file=/nm/journal/v9/n3/full/nm0303-269.html&filetype=pdf.
2. ↑  ”Geological Society”. Arkiverad från originalet den 5 juni 2011. https://web.archive.org/web/20110605102217/http://www.geolsoc.org.uk/gsl/society/history/page750.html. Läst 13 april 2011.